# Рохир ван дер Вејден
Рохир ван дер Вејден (зфлам. Rogier van der Weyden, фр. Rogier da la Pasture; 1399/1400 - 18. јуна 1464) био је низоземски (фламански) сликар ране Ренесансе. Ван дер Вејден има значење „од пашњака“. 

## Биографија
У свом родном Турнеу, 1427, Рохир је постао ученик Робера Кампена, сликара познаог као „Мајстор Флемала“. 
Званични сликар града Брисела постао је 1435. Боравио је у Италији 1440-1450, али ова посета није нимало утицала на његов стил. Остатак живота је провео у Бриселу. 

## Значај
Рохирове живе и изражајне, али суптилне сликарске композиције извршиле су велики утицај на уметност Фландрије и Немачке. Његов рад у Италији је популаризовало употребу уљане технике. Иако није познавао Јан ван Ајка, начин на који су употребљавали технику уља је сличан; виртуозно и са много пажње за детаље. Од Ван Ајка се разликује по емотивности и драматичности композиција. За разлику од својих савременика, Ван дер Вејден није цртао детаље слике пре наношења боја. 
Његов најзначајнији ученик био је Ханс Мемлинг.

## Најважнија дела
- Спуштање са крста (1435-1440), Музеј Прадо Мадрид
- Свети Лука слика Богородицу (1435-1440), Музеј лепих уметности Бостон
- Мирафлорес олтар (око 1440), Државни музеји Берлин
- Олтар са распећем (1445), Уметничко-историјски музеј Беч
- Бладелин триптих (1445-1450), Државни музеји Берлин
- Богородица са свецима (1450), Државна галерија Франкфурт
- Брак триптих (1450), Лувр Париз
- Страшни суд (1451), Болница (хоспитал) у Бону (Француска)
- Поклоњење мудраца (око 1455), Стара пинакотека Минхен
- Портрет Филипа Доброг (око 1456-1458), Музеј лепих уметности Антверпен
- Портрет Шарла Смелог (око 1456-1458), Музеј лепих уметности Брисел
- Богородица са дететом (1460), Државни музеји Берлин
- Франческо д'Есте (око 1460), Метрополитен музеј Њујорк
- Оплакивање Христа (1465), Национална галерија, Лондон

## Галерија
- Оплакивање Христа
- Детаљ Страшног суда
- Поклоњење мудраца
- Портрет Франческа д'Есте